# Andrea Drews

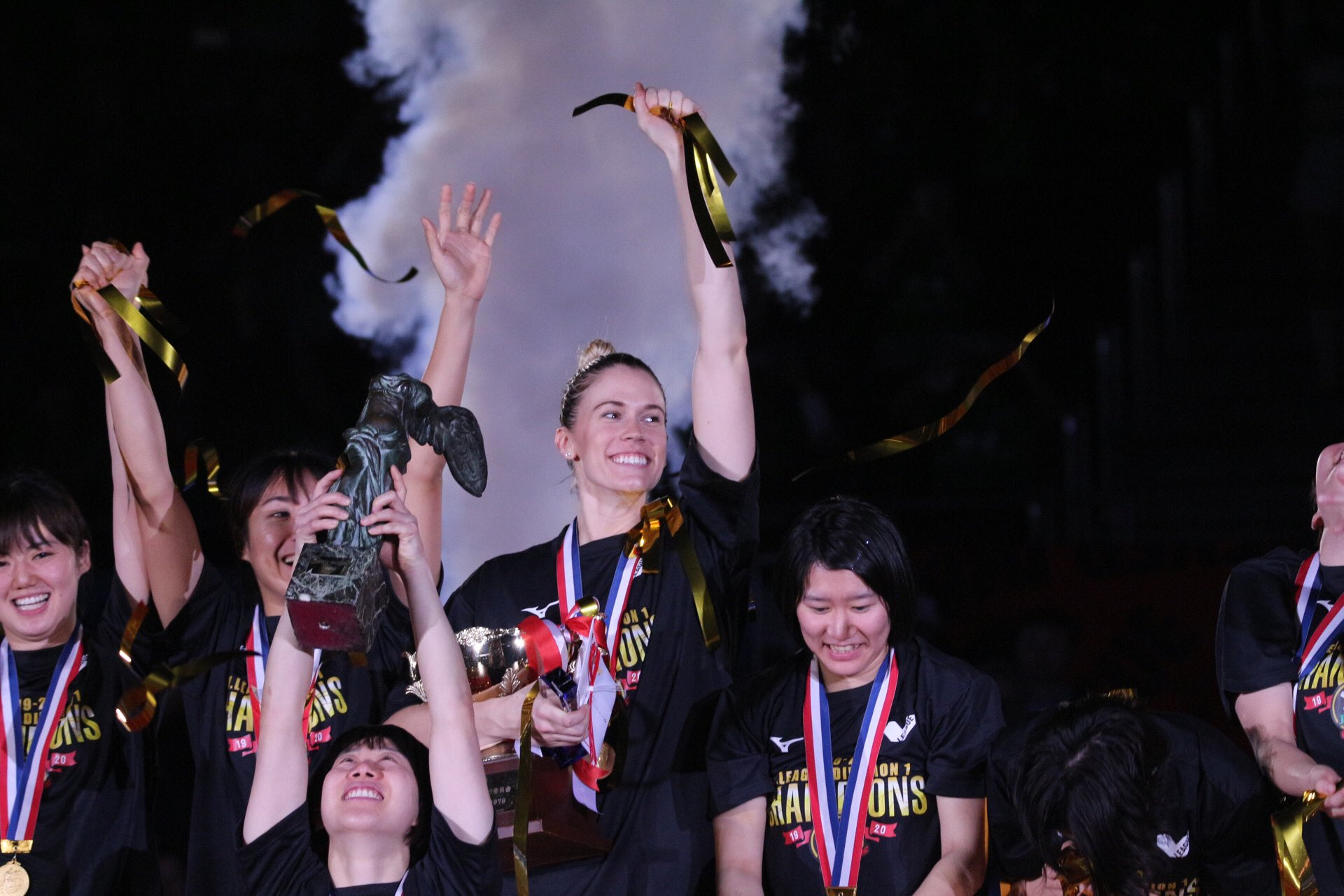
Andrea Drews mistrzynią Japonii w sezonie 2019/2020

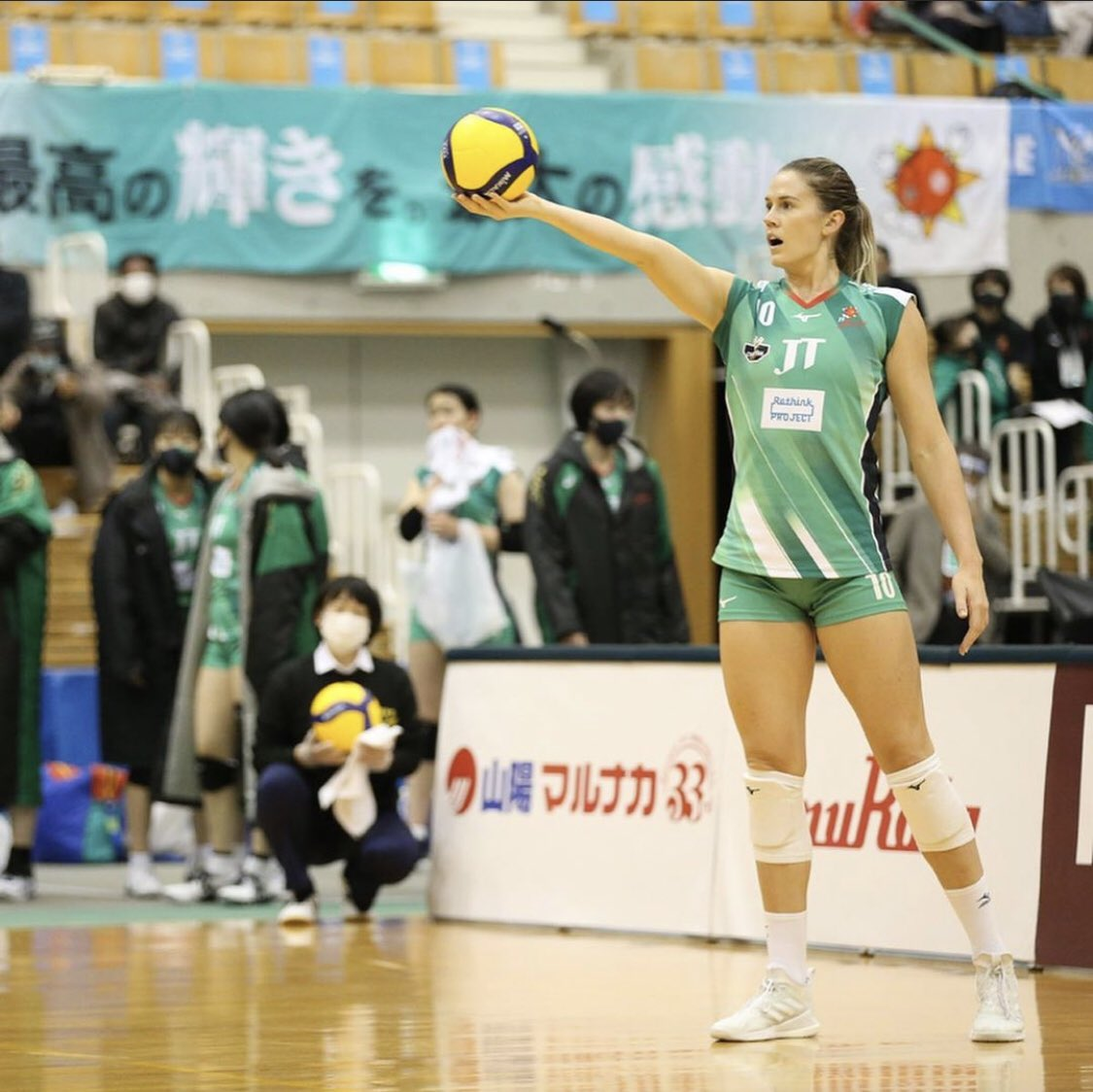
Andrea Drews podczas wykonywaniu zagrywki w drużynie JT Marvelous w sezonie 2020/2021

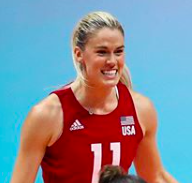
Andrea Drews reprezentantką Stanów Zjednoczonych w 2019 roku

Andrea Carrie Drews (ur. 25 grudnia 1993 w Elkhart) – amerykańska siatkarka, reprezentantka Stanów Zjednoczonych, grająca na pozycji atakującej.

## Kariera klubowa
| Sezon     | W klubie      | Klub                                   |
| 2012/2013 |               | Purdue University                      |
| 2013/2014 |               | Purdue University                      |
| 2014/2015 |               | Purdue University                      |
| 2015/2016 | od 01.2016    | Indias de Mayagüez                     |
| 2016/2017 | od 01.2017    | Criollas de Caguas                     |
| 2017/2018 | do 05.12.2017 | SAB Volley Legnano                     |
| 2017/2018 | od 17.01.2018 | Pomì Casalmaggiore                     |
| 2018/2019 |               | Beylikdüzü Voleybol İhtisas SK         |
| 2019/2020 | JT Marvelous  |                                        |
| 2020/2021 | JT Marvelous  |                                        |
| 2021/2022 | JT Marvelous  |                                        |
| 2022/2023 | od 04.01.2023 | Megabox Ondulati Del Savio Vallefoglia |
| 2023/2024 |               | JT Marvelous                           |

## Sukcesy klubowe
Mistrzostwo Portoryko:
- 2017

Mistrzostwo Japonii:
- 2020, 2021
- 2022[4], 2024[5]

## Sukcesy reprezentacyjne
Puchar Panamerykański:
- 2017

Puchar Wielkich Mistrzyń:
- 2017

Liga Narodów:
- 2018, 2019, 2021

Puchar Świata:
- 2019

Mistrzostwa Ameryki Północnej, Środkowej i Karaibów:
- 2019, 2023[6]

Igrzyska Olimpijskie:
- 2020
- 2024[7]

## Nagrody indywidualne
- 2019: MVP Final Six Ligi Narodów[8]
- 2019: Najlepsza atakująca Pucharu Świata